# The Snowfield
The Snowfield é um jogo eletrônico narrativo experimental, desenvolvido em 2011 como um projeto de estudantes do laboratório Singapore-MIT Gambit Game Lab, ambientado na Primeira Guerra Mundial. O jogo se passa no dia após uma grande batalha, com o jogador controlando um personagem enfraquecido em meio a uma tempestade.

## Desenvolvimento
De acordo com os desenvolvedores, o jogo foi um experimento em narrativas baseadas em uma simulação, sem a necessidade de IA extensa e complexa e a criação de uma quantidade massiva de conteúdo. Ao invés disso, os desenvolvedores criaram uma pequena quantidade de segmentos de jogabilidade — personagens, objetos, etc. — e ajustaram suas interações com base nas interações tentadas por jogadores nos testes iniciais. De acordo com o Resumo de Pesquisa do jogo, o desenvolvimento foi um experimento com a inversão da relação tradicional entre os setores de design e garantia da qualidade, para otimizar a criação de mundos narrativos improvisados sob curtos limites de tempo.

## Recepção
Adam Smith, escrevendo para a Rock, Paper, Shotgun, elogiou a narrativa do jogo, bem como seu design único e estética bem trabalhada. Greg Costikyan, escrevendo para a Play This Thing, definiu o jogo como "belo e horripilante", elogiando seus ambientes fortes e emocionalmente impactantes. O jogo foi um finalista no 17º Festival Anual de Jogos Independentes, de 2012, na categoria Estudantes.